# Scathophaga sinensis
Scathophaga sinensis är en tvåvingeart som beskrevs av Sun 1998. Scathophaga sinensis ingår i släktet Scathophaga och familjen kolvflugor.
Artens utbredningsområde är Sichuan (Kina). Inga underarter finns listade i Catalogue of Life.